# Frankisch-Romeinse oorlog van 486
De Frankisch-Romeinse oorlog van 486 was een militair conflict tussen de Franken onder leiding van Clovis I en een "Romeins leger" onder Syagrius. De oorlog speelde zich af in de provincies Gallia Lugdunensis met uitzondering van Gallia Lugdunensis I (het tegenwoordige Bourgondië), Belgica Prima en Germania Prima.  De oorlog is de eerste in de reeks oorlogen die Clovis voerde om zijn hegemonie te vestigen over het gebied van de Romeinen in Gallië. De overwinning van de Franken was een mijlpaal in zijn poging daar de belangrijkste macht te worden.

## Achtergrond
In zekere zin is dit conflict ook een strijd om de macht tussen de zonen van twee Romeinse generaals die een belangrijke rol speelden in de Laat-Romeinse periode. Het grondgebied van het voormalige westelijke deel viel nu onder de jurisdictie van keizer Zeno in Constantinopel, maar diens gezag was minimaal. Het westelijke leger was in afzonderlijke delen uiteen gevallen en lokale krijgsheren en barbaarse leiders waren de feitelijke machtshebbers geworden. Het ontbrak Zeno aan middelen om hen zijn gezag op te leggen. 
Uit de schaarse bronnen kan men opmaken dat in de periode hieraan voorafgaand, het Romeinse leger in Gallië werd geleid door Aegidius, de vader van Syagrius, tot zijn dood in 464 of 465. Hij werd gesteund door de Frankische generaal Childerik, vader van Clovis, die als Dux Belgica II ten noorden van de Somme opereerde. Die steun ontving hij ook van Arbogastes, de comes Argentoratensis die ter hoogte van Trier de Rijngrens verdedigde.
Na de val van keizer Majorianus in 461 brak er een burgeroorlog uit, waarin Aegidius zich verzette tegen Ricimer die in Ravenna Libius Severus (461-465) tot keizer had verheven. Deze burgeroorlog eindigde niet in een overwinning, maar in een fragmentatie van het rijk in autonome gebieden. Het is onduidelijk of Noord-Gallië na Aegidius’ dood deze zelfstandige positie behield, want Paulus, een legerleider die hierna actief was en rond 470 bij Angers sneuvelde, kan heel goed weer in opdracht van de keizer hebben opgetreden. Onder Anthemius (465-472) die na Libius Severus keizer werd en de steun van de oostelijke keizer genoot, lijkt de westelijke keizer weer meer gezag te hebben verworven. In deze periode was Childerik in Gallië de belangrijkste speler die in de laatste fase van zijn heerschappij tussen Loire en Somme opereerde. Desondanks waren er meer meerdere oorlogsleiders waarmee rekening mee gehouden diende te worden, Arbogastes in Trier, in Keulen rex Sigebert en rex Ragnachar heerste in Kamerijk.  In dit krachtenveld genoot de stad Parijs een autonome status. Het is onbekend welke contacten zij onderhielden met Ricimer.

## Aanleiding
Aegidius' zoon Syagrius wordt door Gregorius van Tours beschreven als de 'koning van de Romeinen' die in Soissons zettelde. Volgens Wijnendaele is het zeer twijfelachtig of Syagrius wel over een eigen rijk beschikte, omdat geen enkel andere bron hier melding van maakt. Wel verwierf hij na Childeriks dood het commando over het voormalige Romeinse leger en politieke invloed in het gebied tussen de Somme en Loire, maar zijn macht was beperkt en hij moest deze delen met de andere machtshebbers. In Doornik werd Clovis ingewijd als opvolger van zijn vader met het gebied ten noorden van de Somme als invloedsfeer. Ook hij moest zijn macht delen met anderen, met Frankische krijgsheren die net als hem ook rex (koning) waren.
Over het motief van Clovis om Syagrius aan te vallen is geen twijfel mogelijk. De twee waren elkaars concurrenten en streefden ernaar hun macht te vergroten sinds het keizerlijk gezag was verdwenen. Clovis zocht steun bij zijn verwanten. Syagrius richtte zich tot Eurik, koning van de Aquitaanse Goten en de sterkste speler in het westen, en sloot met hem naar alle waarschijnlijkheid een bondgenootschap.

## Verloop van de oorlog

### Aanvang
Kort na de dood van de machtige Gotische koning Eurik (484) zag Clovis mogelijkheden om de Romeinen ten zuiden van de Somme aan te vallen. Gregorius van Tours meldt dat in het vijfde jaar van Clovis' heerschappij de oorlog uitbrak met Syagrius. Clovis verklaarde Syagrius, die in Soissons verbleef, de oorlog en daagde hem uit om de strijd aan te gaan, waarna Syagrius onverschrokken het militaire conflict onder ogen zag, aldus de geschiedschrijver. Gregorius geeft echter niet aan waar de strijd plaatsvond, maar de omgeving van Soissons wordt meestal gezien als de plaats van de strijd. 

### Omvang van de legers
Omtrent de samenstelling en numerieke sterkte van de legers tasten we grotendeels in het duister. De bisschop van Tours noemt geen aantallen, maar op basis van vergelijkbare legers uit die tijd schat men dat het leger van Clovis tussen de 6.000-12.000 man sterk was. Syagrius' strijdmacht was hieraan gelijkwaardig en bestond naast bucellari uit soldaten van zowel Frankische als Gallo-Romeinse afkomst.

### Slag bij Soissons
Met een leger dat groot genoeg was om ten strijde te trekken arriveerde Clovis bij Soissons waar Syagrius resideerde. Hij daagde hem uit om de strijd aan te gaan en op de vlakte buiten de stad stelden de legers zich op. Gregorius vermeldt dat Clovis hierbij de steun kreeg van zijn verwant Ragnachar, maar dat een andere verwant, Chararik, zich afzijdig hield, in de hoop een bondgenoot te kunnen worden van de winnaar. In de veldslag bij Soissons kreeg het leger van Clovis tijdens de slag de overhand. Syagrius, die zag dat zijn leger aan het verliezen was, sloeg op de vlucht en zocht onderdak bij koning Alarik, de opvolger van Eurik, in Toulouse.

### Verovering van Noord-Gallië
Syagrius' vlucht betekende niet dat het hele gebied tussen de Loire en Somme opeens in Clovis handen viel. Hij moest rekening houden met andere leiders in de regio en er zullen steden geweest zijn die hun poorten voor hem gesloten hielden. Duidelijk is dat Trier niet zonder slag of stoot werd veroverd. Hans Hubert Anton verbindt nadrukkelijk de opkomst van Clovis met het einde van Arbogastes. Historici gaan ervan uit dat hij ook diens grondgebied zich toe-eigende. Volgens Hans Hubert Anton vluchtte Arbogastes naar Chartres.

### De dood van Syagrius
Gregorius van Tours bericht ons verder dat Clovis bodes naar Alarik stuurde met het ultimatum Syagrius uit te leveren op straffe van oorlog. De angstige Alarik zou daarop direct Syagrius uitgeleverd hebben.  De werkelijkheid was weerbarstiger. Clovis had weliswaar Syagrius verslagen en Noord-Gallië veroverd, maar in de ogen van Alarik, wiens hegemonie uitstrekte over bijna het hele gebied tussen de straat van Gibraltar en de Loire tot de Alpen in het oosten, was hij een politieke dwerg. De meest waarschijnlijke gang van zaken is geweest dat Alarik geen problemen wilde in zijn grensgebieden bij zijn interventie in Italië tegen Odoaker in 490, en om die reden Syagrius uitleverde aan Clovis. Clovis liet vervolgens Syagrius heimelijk vermoorden.

## Epiloog
Na zijn overwinning op Syagrius probeerde Clovis diens verslagen soldaten aan zich te binden, ongeacht hun afkomst. Procopius bericht ons in zijn Geschiedenis van de Oorlogen dat er grote groepen grenssoldaten in Gallië gestationeerd waren die afgesneden van Rome zich weigerden te onderwerpen aan Eurik. Volgens Wijnendaele versterkte Clovis daarmee zijn militaire reserve en slaagde hij erin de verschillende facties binnen het Romeinse leger te verenigen. Dit leger werd de motor van zijn succes om de Gallische provincies te veroveren. 